# Steyerbromelia deflexa
Steyerbromelia deflexa är en gräsväxtart som beskrevs av Lyman Bradford Smith och Harold Ernest Robinson. Steyerbromelia deflexa ingår i släktet Steyerbromelia och familjen Bromeliaceae. Inga underarter finns listade i Catalogue of Life.